# دانشگاه آزاد اسلامی واحد نجف‌آباد
دانشگاه آزاد اسلامی واحد نجف‌آباد، معروف به «دانشگاه نجف‌آباد» یکی از واحدهای معتبر دانشگاه آزاد اسلامی است و در شهر نجف‌آباد واقع در استان اصفهان قرار دارد.این دانشگاه در رده دانشگاه‌های جامع (شامل انواع رشته‌ها در حوزه‌های مختلف علوم پزشکی، فنی، علوم پایه و علوم انسانی) قرار دارد و در حال حاضر پذیرای بیش از ۳۱۵۰۰ دانشجو در ۲۳۸ رشته و گرایش‌های تحصیلی مختلف است.

## تاریخچه
دانشگاه آزاد اسلامی واحد نجف‌آباد اصفهان، در دی ماه سال ۱۳۶۴ تأسیس شد. مؤسس آن، حمید سعادت، به مدت پانزده سال ریاست این دانشگاه را بر عهده داشت. هم‌اکنون دکتر فرید نعیمی آخرین سرپرست دانشگاه است که از آذر ماه سال ۱۴۰۰ ریاست دانشگاه را بر عهده دارد.

## زیرساخت‌های آموزشی
مساحت کل زمین تحت مالکیت این دانشگاه از نظر فضا و زیرساخت‌های آموزشی، حدود ۱٬۲۷۷ هکتار است و در این فضا ساختمان‌های آموزشی، اداری، خدماتی، فرهنگی، ورزشی و تفریحی قرار دارد.
همچنین این فضا دارای چند کارگاه آموزشی رایانه برای رشته‌های مختلف و امکانات آموزشی پایه است.
مجموع فضاهای ساخته‌شده در دانشگاه بالغ بر ۲۹۸٬۹۱۷ متر مربع است.

## ویژگی‌های دانشگاه
دانشگاه آزاد اسلامی واحد نجف‌آباد در حال حاضر میزبان حدود ۳۲۰۰۰ دانشجو در ۲۵۰ رشته تحصیلی در مقاطع کارشناسی، کارشناسی ناپیوسته، کارشناسی ارشد، دکترای حرفه‌ای و دکترای تخصصی است. تعداد اعضای هیئت علمی دانشگاه بالغ بر ۴۸۷ نفر به صورت تمام وقت و ۷۸۰ نفر نیز حق‌التدریس هستند.
دانشگاه آزاد اسلامی واحد نجف‌آباد، دارای درجه‌بندی جامع مستقل و امتیاز کلی ۵۹۵٬۱۶۸ است.
بر اساس آخرین تأییدیه و تصویب‌نامهٔ سازمان آموزشی، این دانشگاه شامل یازده دانشکده است:
1. دانشکده مهندسی برق
2. دانشکده مهندسی کامپیوتر
3. دانشکده فنی و مهندسی
4. دانشکده مهندسی مواد
5. دانشکده مهندسی عمران
6. دانشکده علوم پزشکی
7. دانشکده هنر، معماری و شهرسازی
8. دانشکده علوم انسانی
9. دانشکده پرستاری و مامایی
10. دانشکده حقوق، الهیات و معارف اسلامی
11. دانشکده مهندسی هسته‌ای و علوم پایه

این دانشکده‌ها زیر نظر هیئت رئیسه دانشگاه، عهده‌دار ارائه خدمات و انجام امور آموزشی و پژوهشی دانشجویان هستند.
دانشگاه آزاد اسلامی نجف آباد در سال ۲۰۱۶ در میان دانشگاه‌های جهان اسلام در رتبهٔ سیزدهم قرار گرفت.

## عناوین پژوهشی
- کسب عناوین در ششمین نمایشگاه دستاوردهای پژوهشی به همراه کسب رتبه سوم در فن بازار ملی ایران در محل نمایشگاه بین‌المللی تهران.[۸]
- مجلات علمی پژوهشی این دانشگاه که مورد تأیید سازمان مرکزی است:

1. روش‌های هوشمند در صنعت برق
2. جغرافیا و مطالعات محیطی
3. مطالعات زبان و ادبیات غنایی
4. مجله مواد پیشرفته و پردازش
5. International Journal of Foreign Language Teaching and Research
6. Journal of Modern Processes in Manufacturing and Production

- کسب رتبه اول واحدهای منطقه‌ای باشگاه پژوهشگران جوان، و کسب مقام دوم در ایران.
- ارائهٔ ۵۷۲ طرح تحقیقاتی.
- ارائهٔ ۵۶۴۵ مقاله در مجامع بین‌المللی به نام دانشگاه آزاد اسلامی.
- ثبت ۱۸۱ مورد اختراع در اداره ثبت اختراعات و مالکیت صنعتی و ۵ مورد اختراع خارجی توسط دانشجویان و استادان.
- کسب نشان‌های طلا و نقره بابت اختراعات ثبت شده توسط استادان و دانشجویان در نمایشگاه‌های بین‌المللی اختراعات در کشورهای سوئیس، انگلستان و مالزی.
- تأسیس شهرک شفا، ۲ مرکز رشد و فناوری، ۱۱ مرکز تحقیقاتی، جذب ۲۵ شرکت فناوری و ۳۰ هسته پژوهش.[۹]
- رتبه اول آمار و مقالات دانشگاه‌های آزاد استان اصفهان در پایگاه بین‌المللی ISI.
- رتبه اول آمار و مقالات دانشگاه‌های آزاد استان اصفهان و رتبه چهارم کل دانشگاه‌های آزاد کشور در پایگاه بین‌المللی Scopus.
- قرارگرفتن در رده ۶۵۵ در میان ۴ هزار دانشگاه جهان بر اساس جدیدترین رده‌بندی مؤسسهٔ نوآوری و فناوری سایمگو در اسپانیا (SCimago)در سال ۲۰۱۶.
- کسب مدال طلای مدیریت کیفیت قرن بر اساس معیار QC100 از سوی مؤسسه بین‌المللی BID مادرید اسپانیا در سال ۲۰۱۳ با رأی ۱۱۸ کشور جهان.
- رتبه اول دانشگاه‌های آزاد استان اصفهان و رتبه چهارم کل دانشگاه‌های آزاد کشور بر اساس آخرین رتبه‌بندی توسط Webometrics در سال ۲۰۱۶.
- تنها واحد دانشگاه آزاد کشور، در رتبه‌بندی U-Multirank 2019، که توانست به عنوان یکی از ۱۹ دانشگاه ایرانی حاضر در فهرست دانشگاه‌های پیشرو جهان جای بگیرد.
- دارای رتبه اول در دانشگاه‌های آزاد استان اصفهان و رتبه پنجم در کل دانشگاه‌های آزاد کشور در سال ۲۰۱۶.
- کسب رتبه اول در جشنواره متالورژی لندن در بین دانشگاه‌های ایرانی.
- رتبه اول دانشگاه‌های آزاد اسلامی استان اصفهان در چهارمین جشنواره فرهیختگان در سال ۱۳۹۵ با ۹ عنوان و رتبه اول دانشگاه‌های آزاد اسلامی سراسر کشور در پنجمین جشنواره فرهیختگان در سال ۱۳۹۶ با ۹ عنوان مشتمل بر:

| زمینه                     | نام شخص                        |
| ------------------------- | ------------------------------ |
| معاون پژوهش و فناوری      | رضا ابراهیمی                   |
| پژوهشگر گروه فنی و مهندسی | رضا ابراهیمی                   |
| کتاب                      | سیدعلی مجابی مهرناز بزرگی زاده |
| رساله دکتری               | هادی نصیری وطن                 |
| پایان‌نامه کارشناسی ارشد   | ساناز سلیمانی مهدی امینی       |
| انجمن علمی، ادبی و هنری   | محمد رحیمی                     |
| کارشناس آزمایشگاه         | اکبر چمی                       |

- کسب همزمان دو عنوان
- کسب عنوان به صورت مشترک
- وجود تعداد ۱۳۰۷۴ جلد کتاب مرجع، ۱۸۲٬۱۲۹ جلد کتاب فارسی، ۳۹٬۹۹۶ جلد کتاب غیر فارسی، ۱۴٬۷۳۰ جلد نشریه داخلی و ۸۴۱ جلد نشریه خارجی در کتابخانه دانشگاه
- تألیف ۲۶۳ عنوان کتاب فارسی و ترجمه ۴۱ عنوان کتاب به فارسی
- رتبه اول و مدال طلای اولین دورهٔ المپیاد اختراعات دانشگاه آزاد اسلامی(OIAUIRI) در اکتبر سال ۲۰۱۰
- رتبه سوم و مدال برنز مسابقات رباتیک داخلی، تبریز (ACECR)، مه ۲۰۰۹
- رتبه دوم و مدال نقره مسابقات رباتیک داخلی، دانشگاه صنعتی امیرکبیر، در سپتامبر ۲۰۰۹
- دستیابی به رتبه اول و دوم در مسابقات رباتیک علامه حلی در تهران (AHRC) در سال ۲۰۰۵
- رتبه دوم و مدال نقره مسابقات رباتیک دانش آموزان سراسر کشور و دانشجویان (RCIRI) در سال ۲۰۰۵
- دریافت دو دیپلم افتخار در مسابقات طراحی و ساخت هواپیماهای بدون سرنشین(UADCC)، در مه سال ۲۰۱۳
- رتبه سوم در مسابقات بین‌المللی دانشگاه صنعتی شریف(SUTISC) در شاخه (Fighter robots)(ساخت رباتهای جنگنده) در سال ۲۰۱۲
- رتبه اول مسابقات رباتیک سراسر کشور (Assistant robot)(ربات دستیار) در سال ۲۰۱۳
- کسب رتبه اول در بین دانشگاه‌های ایرانی از انجمن اروپایی بیومتریال ها(ESB) در پاریس، فرانسه
- رتبه دوم مسابقات رباتیک در سراسر کشور در رقابت‌های جام شریف در شاخه (ربات‌های آتش‌نشان)(Firefighter robots) در سال ۲۰۱۳
- رتبه اول مسابقه طراحی و ساخت هاورکرافت در سراسر کشور
- رتبه اول مسابقات بتن سبک کششی وزن سبک دانشگاه در سال ۲۰۱۳
- کسب افتخار مقاله برتر برای اولین بار در جشنواره نانو توسط یکی از اعضای هیئت علمی با عنوان «پیش‌بینی اندازه‌گیری نانو ذرات با استفاده از هوش مصنوعی» در سال ۲۰۱۴
- تولید رباتهای بدون سرنشین عمودی برداشت و فرود (VTOL) برای ثبت نقض قوانین ترافیکی و رانندگی
- رتبه اول (مدال طلا) و رتبه سوم (مدال برنز) دومین مسابقه بین‌المللی رباتیک و سومین مسابقه بین‌المللی رباتیک خوارزمی در سپتامبر ۲۰۱۰
- برنده عنوان معماری نوظهور سال در شاخه معماری از (IDA(International Design Awards برای پروژه Hotel Bio (حسین مرادی و احمد ایزدی) در سال ۲۰۱۷
- برنده مدال طلای سال در شاخه معماری از (IDA(International Design Awards برای پروژه Hotel Bio (حسین مرادی و احمد ایزدی) در سال ۲۰۱۷
- برنده مدال طلای سال در شاخه معماری - ساختمان مسکونی جدید از (IDA(International Design Awards برای پروژه Hotel Bio (حسین مرادی و احمد ایزدی) در سال ۲۰۱۷
- برنده مدال طلای سال در شاخه مدل‌های نمونه، مبلمان و تجهیزات اداری از (IDA(International Design Awards برای پروژه Rock Wave Bench (حسین مرادی) در سال ۲۰۱۷
- برنده مدال‌های طلای سال در شاخه تجهیزات اداری و شاخه طراحی مصالح و شاخه ساخت مصالح از "(IDA(International Design Awards" برای پروژه Rock Wave Bench (حسین مرادی) در سال ۲۰۱۷

در مجموع ۴ مدال طلای انفرادی برای "پروژه راک ویو بنچ" و ۲ مدال طلای گروهی و برنده جایزه "معماری نوظهور" برای پروژه "هتل بیو" توسط حسین مرادی از "جشنواره بین المللی طراحی".

## عناوین کسب شده در بخش آموزش
- پذیرش ۲۴ نفر از فارغ التحصیلان رشته صنایع این دانشگاه از کل ۳۰ نیروی پذیرش شده توسط شهرداری اصفهان
- تجهیز بیش از ۱۴۰ کارگاه و آزمایشگاه
- عقد تفاهم نامه با سازمان انرژی اتمی در خصوص تدوین سرفصل دروس رشته مهندسی مواد هسته‌ای و انجام طرح‌های تحقیقاتی
- کسب رتبهٔ برتر همایش سراسری پرستاری کشور در دانشگاه علوم پزشکی اصفهان[نیازمند منبع]
- کسب رتبهٔ دوم در اعزام دانشجو به خارج از کشور به ویژه انگلستان و آلمان و ترکیه و مالزی
- حضور ۳۵ نفر از استادان این دانشگاه در بین یک درصد دانشمندان جهان بر اساس رتبه‌بندی دانشگاه استنفورد (۱۷ نفر از پروفسورهای دانشکده مواد)
- قرارگیری در رتبه A+ وزارت علوم کشورهای انگلستان آلمان فرانسه ایتالیا لهستان روسیه کانادا استرالیا

## رشته‌ها
هم‌اکنون دانشگاه آزاد اسلامی نجف آباد رشته‌های زیر را ارائه می‌نماید:

### مهندسی
- مهندسی معدن

تمامی گرایش‌ها تا مقطع دکتری
- مهندسی برق

تمامی گرایش‌ها تا مقطع دکتری
- مهندسی کامپیوتر

تمامی گرایش‌ها تا مقطع دکتری
- مهندسی شیمی

تمامی گرایش‌ها تا مقطع دکتری
- مهندسی عمران

تمامی گرایش‌ها تا مقطع دکتری
- مهندسی شهرسازی

تمامی گرایش‌ها تا مقطع دکتری
- مهندسی معماری

تمامی گرایش‌ها تا مقطع دکتری
- مهندسی صنایع

تمامی گرایش‌ها تا مقطع دکتری
- مهندسی مکانیک

تمامی گرایش‌ها تا مقطع دکتری
- مهندسی هوافضا

تمامی گرایش‌ها تا مقطع دکتری
- مهندسی مواد

تمامی گرایش‌ها تا مقطع دکتری
- مهندسی هسته‌ای

تمامی گرایش‌ها تا مقطع دکتری
- مهندسی نساجی

تمامی گرایش‌ها تا مقطع دکتری
- مهندسی منابع طبیعی

تمامی گرایش‌ها تا مقطع دکتری
- مهندسی پزشکی

تمامی گرایش‌ها تا مقطع دکتری
- مهندسی اپتیک و لیزر

تمامی گرایش‌ها تا مقطع دکتری

### علوم پزشکی
- پزشکی عمومی
- فوریت‌های پزشکی پیش بیمارستانی
- علوم بهداشت
- اتاق عمل
- مامایی
- پرستاری

### علوم انسانی
- حقوق

تمامی گرایش‌ها تا مقطع دکتری
- روان‌شناسی
- مدیریت صنعتی

تمامی گرایش‌ها تا مقطع دکتری
- مدیریت جهانگردی
- تربیت بدنی
- زبان و ادبیات فارسی

تمامی گرایش‌ها تا مقطع دکتری
- جغرافیای طبیعی

تمامی گرایش‌ها تا مقطع دکتری
- تاریخ اسلام

تمامی گرایش‌ها تا مقطع دکتری
- جغرافیا ژئومورفولوژی

تمامی گرایش‌ها تا مقطع دکتری
- فقه و مبانی حقوق اسلامی

تمامی گرایش‌ها تا مقطع دکتری
- مدیریت بازرگانی

تمامی گرایش‌ها تا مقطع دکتری

### علوم پایه
- فیزیک
- شیمی
- ریاضی
- آمار

## بیمارستان اصفهان
این دانشگاه سال ۱۳۸۴ بیمارستان اصفهان را از بخش خصوصی خریداری کرد که در حال حاضر، این بخش از دانشگاه آزاد اسلامی واحد نجف آباد آن در شهر اصفهان قرار دارد که بیش از ۱۰۰ پرسنل رسمی و قراردادی در آن مشغول به کارند.